# Trapa
Trapa (L., 1753) è un genere di piante acquatiche appartenente alla famiglia delle Lythraceae, diffuso in buona parte di Eurasia ed Africa.
Comprende piante acquatiche tra cui la specie Trapa natans è presente anche nella flora spontanea italiana.

## Descrizione

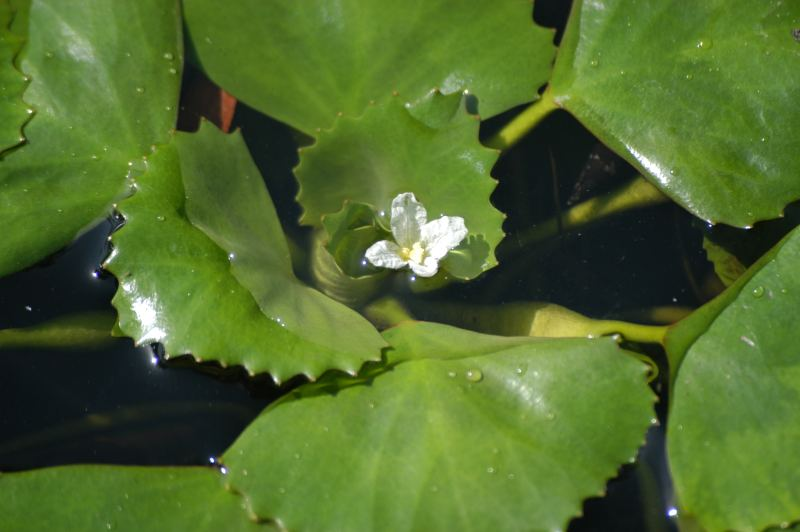
T. natans.

Posseggono foglie a lamina espansa galleggianti sulla superficie dell'acqua e foglie sommerse di forma lineare pennata.
I fiori sono poco appariscenti, ermafroditi tetrameri con ovario semiinfero biloculare.

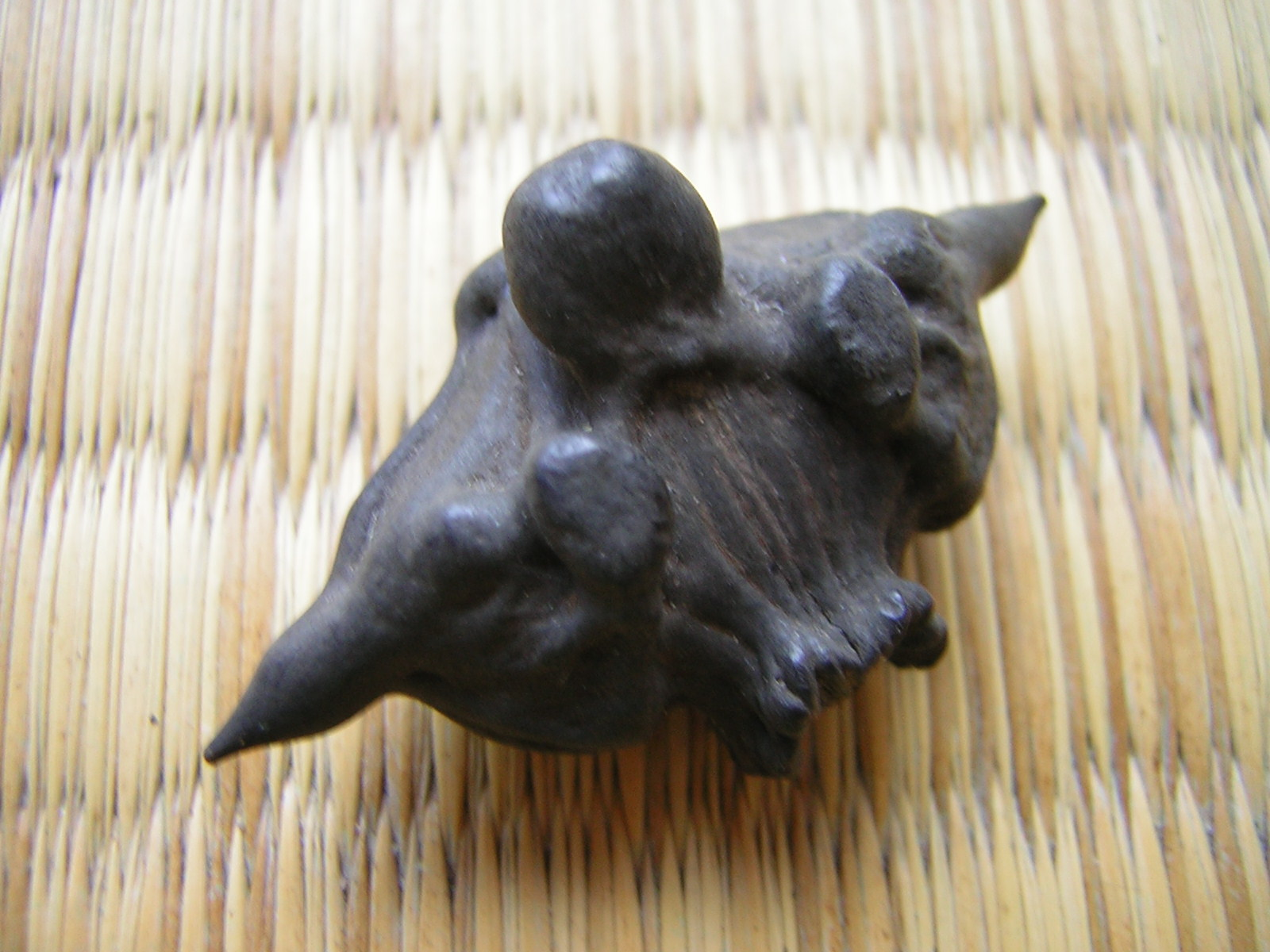
Frutto di T. natans.

Il frutto è una noce.

## Tassonomia

### Specie
All'interno del genere Trapa sono incluse le seguenti 8 specie:
- Trapa assamica Wójcicki
- Trapa hankensis Pshenn.
- Trapa hyrcana Woronow
- Trapa incisa Siebold & Zucc.
- Trapa kashmirensis Wójcicki
- Trapa kozhevnikoviorum Pshenn.
- Trapa natans L.
- Trapa nedoluzhkoi Pshenn.